# Karel Bittner

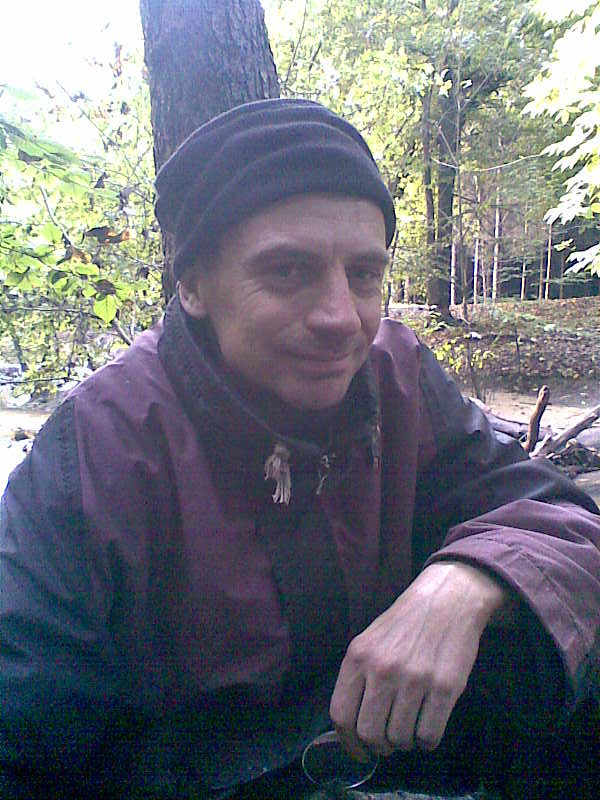
Umweltaktivist Karel Bittner

Karel Bittner (* 15. August 1965 in Česky Brod; † 17. Januar 2014 in Dresden) war ein tschechischer Künstler und Bildhauer, der ab den 1990er Jahren überwiegend in Deutschland lebte.

## Leben
Karel Bittner wurde als erstes Kind von Karel Bittner sen. und dessen Frau Jitka in Česky Brod geboren. 1969 floh seine Familie, die deutsche Wurzeln hat, wegen der politischen Situation aus Úvaly nach Süddeutschland. Über das Auffanglager Zirndorf gelangten sie nach Hannover. Als sich die durch die russische Besatzung nach dem Prager Frühling angespannten Verhältnisse gelockert hatten, kehrte die Familie Bittner um 1976 in die Tschechoslowakei zurück. Seine Jugend verbrachte Bittner in Úvaly.
1981 begann Karel Bittner auf Drängen seines Vaters eine Lehre zum Schlosser in Prag. Er absolvierte ab 1984 seinen zweijährigen Wehrdienst bei der Tschechoslowakischen Volksarmee. Nach dem Reaktorunglück von Tschernobyl 1988 meldete er sich freiwillig, um am Bau einer Pipeline-Umgehungstrasse für Erdöl und Gas bei Tschernobyl in 50 km Entfernung um den Unglücksort mitzuwirken. 1989 erfolgten seine Heirat und die Ausreise nach Deutschland. 1991 später kehrte er erneut nach Úvaly zurück. In den folgenden Jahren pendelte Bittner oft zwischen Deutschland und Tschechien.
Neben seinem künstlerischen Schaffen engagierte sich Karel Bittner zudem in der „No war“-Bewegung. Unter anderem schrieb er den Text der Band Divokej Bill zu dem Lied Bagdad gegen den Irakkrieg. Er setzte sich verstärkt für den Umweltschutz ein, indem er zahlreiche Demonstrationen organisierte und Plakate sowie Banner entwarf. Erwähnenswert ist die Demonstration für den Klánovicer Wald am 6. September 2007 vor dem Gemeindegebäude am Mariánské náměstí, an der 500 Menschen teilnahmen. Durch die Mobilisierung von hunderten Anwohnern konnte ein etwa 8 ha großes Waldareal in Prag Klánovice vor der Rodung für einen Golfclub bewahrt werden.
Zudem studierte Karel Bittner buddhistische Texte des Mahayana-Buddhismus. Er hatte auch persönlichen Kontakt zum tschechischen buddhistischen Mönch Dhammadipa.

## Werk

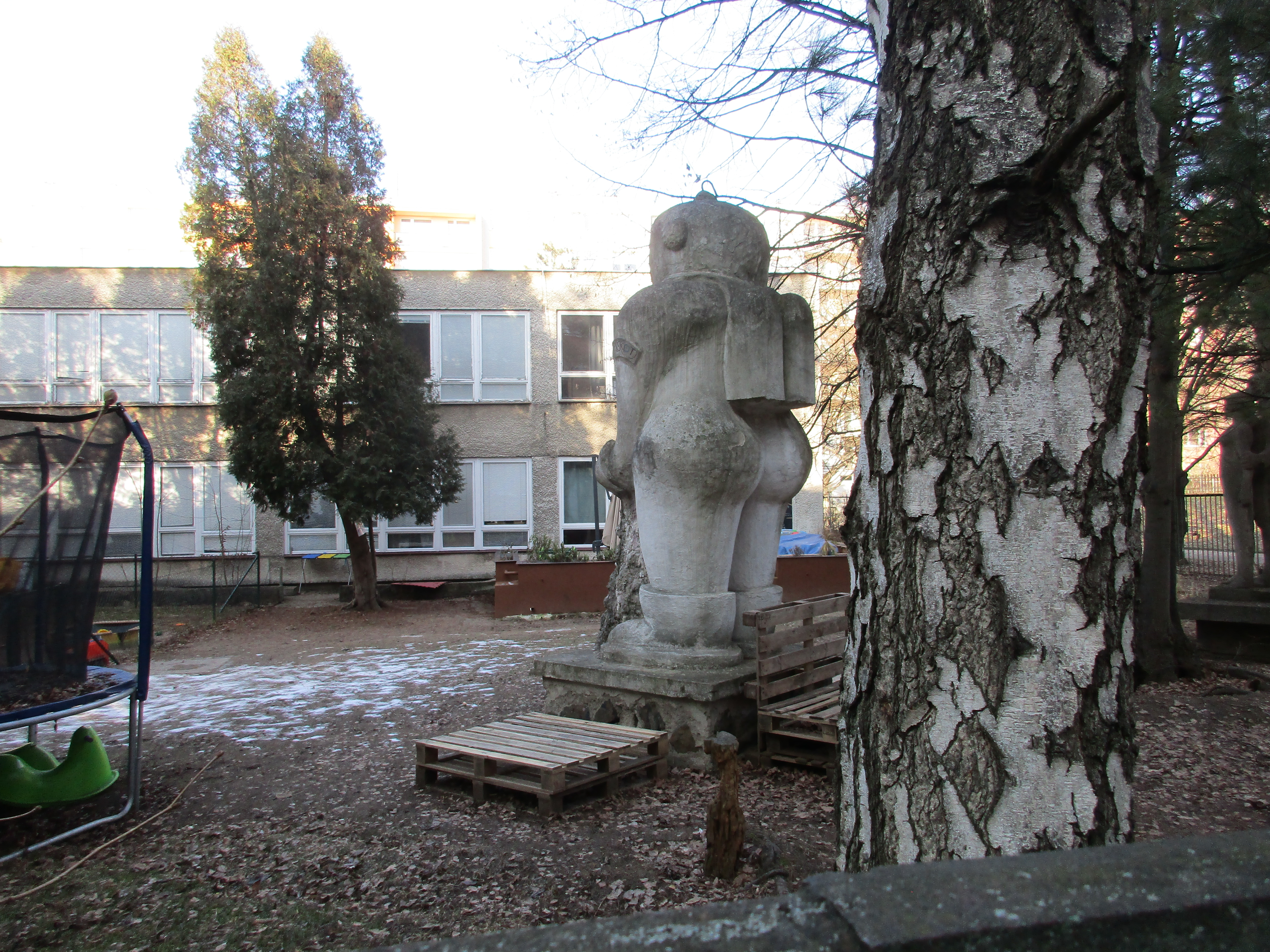
Alienskulptur von 2000 (Petr Gilbert, Karel Bittner)

Bittner begann in den 1990er Jahren hauptberuflich als Schmied und Keramiker zu arbeiten. Er hatte zeitlebens schon viel künstlerisch gestaltet. Er erweiterte seine Fähigkeiten durch den Besuch der Prager Kunsthochschule, wo er als Gasthörer vor allem Formbau und Plastik erlernte.
1998 ging er zurück nach Deutschland. Er wohnte in Halle und Dresden und führte diverse Auftragsarbeiten aus. Im Jahr 2000 schuf Bittner mit Petr Gilbert die Statue Mother of Cosm, heute bekannt als Socha Mimozemšťan in Prag-Střížkov. Es folgten kleinere Ausstellungen im Kulturhaus von Úvaly, seiner Heimatstadt, meist in Form von gemeinschaftlichen Projekten mit anderen Künstlern.
Während einer intensiven Schaffensphase fertigte er zahlreiche seiner plastischen Drachen aus Keramik an, die allesamt Unikate sind (ohne Verwendung einer Form). 2006 begann er mit dem Bronzegussverfahren zu arbeiten und experimentierte mit verschiedenen Metallen und Gussformen. In seiner kreativsten Phase von 2008 bis 2013 schuf er zahlreiche Kleinplastiken aus Messing, Bronze, Zinn und Silber, fertigte zwei Kopien der „Scheibe von Nebra“ (inklusive künstlicher Korrosionsspuren) an sowie mehrere abstrakte Kunstobjekte mit Sternenmotiven.
Er arbeitete auch viel mit Vergoldungen und zeichnete Petroglyphen nach, entwarf unzählige eigene Motive und Figuren. Da er ab den 1990er Jahren häufig in Dresden weilte und ab etwa 2004 auch zeitweilig dort wohnte, kam es zu mehreren Zusammenarbeiten mit den dortigen Künstlern. Seine Werke zeichnet die Sorgfalt in der Ausführung und die liebevolle Formgebung aus, wie man besonders an Details sieht. Zahlreiche seiner Werke waren entweder Auftragsarbeiten oder er verkaufte sie gleich nach der Fertigstellung. Das Herz war eines seiner Hauptmotive, als Symbol der Liebe, der Freundschaft und des Schutzes. Er war ein gläubiger Mensch und drückte dies in seinen Werken aus.

## Ausstellungen
- 2014: Karel Bittner, Anja Sei und Franziska Semtner; Gemeinschaftsausstellung, Die Galerie, Dresden, 3. November 2014 – 10. Januar 2015
- 2014: Solo-Ausstellung / Vystava, 12./13. April 2014; U802, Uvaly
- 2006: Tak Trochu Úlet STOP GREEN MASSAKER, 25. Oktober 2005,[11] MDDM Uvaly
- 2001: Gemeinschaftsausstellung mit Petr Gilbert und Dana Adamová; MDDM Uvaly

## Werke (Auswahl)
- 2013: Die Tassili Götter / Tassili modla, gravierte Messingplatte, Privatbesitz, Dresden
- 2012: Petroglyphen, Bleistift auf Papier auf Karton, 13,5 × 5,7 cm, Privatbesitz, Úvaly

## Sonstiges
- Karel Bittner wurde im Buch von Petr Gilbert ein eigenes Kapitel gewidmet, Kódl a Matka kosmu.[12] S. 32–38
- Im Buch Lásko der kanadischen Autorin Catherine Cooper tritt er als Romanfigur Otto in Erscheinung.[13]